# European Research Community on Flow, Turbulence and Combustion
Die European Research Community on Flow, Turbulence and Combustion (kurz: ERCOFTAC) ist eine wissenschaftliche Vereinigung im Bereich Strömungsmechanik, Turbulenzforschung und Verbrennung, die 1988 gegründet wurde. Sie ist ein Zusammenschluss von europäischen Universitäten, Forschungseinrichtungen und der Industrie aus dem Bereich der Strömungsmechanik.

## Organisation
Für übergeordnete Aufgaben besteht ein Koordinationszentrum an der EPFL in Lausanne, das auch für die Veröffentlichungen zuständig ist. Des Weiteren wird zwischen Pilot Centres und Special Interest Groups unterschieden. Erstere dienen der lokalen Zusammenarbeit. In den Special Interest Groups (kurz: SIG) sind die einzelnen Fachbereiche thematisch organisiert.

## Veröffentlichungen
ERCOFTAC ist der Herausgeber folgender Veröffentlichungen:
- Journal of Flow, Turbulence and Combustion: wissenschaftliches Fachzeitschrift in Kooperation mit dem Springer-Verlag
- ERCOFTAC Bulletin: vierteljährliches Informationsblatt mit Berichten aus den Arbeitsbereichen
- ERCOFTAC Book Series: Tagungsbände der veranstalteten Konferenzen und Lehrmaterial
- ERCOFTAC Best Practice Guidelines: Unterlagen für den praktischen Umgang, vor allem im Bereich der numerischen Strömungsmechanik.